# 新疆鹿蹄草
新疆鹿蹄草（学名：Pyrola xinjiangensis）为鹿蹄草科鹿蹄草属下的一个种。

## 扩展阅读
- 維基物種上的相關：新疆鹿蹄草